# Moteur Honda F20C
Le Moteur Honda F20C est un moteur thermique automobile à combustion interne, essence quatre temps, équipant d'origine la Honda S2000 AP1, le F20C est un moteur atmosphérique à distribution variable VTEC de type 4 cylindres en ligne 2,0 litres développant 240 ch (120 ch/l) à 8 300 tr/min (Japon : 22,2 mkg à 7 500 tr/min et 250 ch à 8 600 tr/min, soit 125 ch/l). Le rupteur se situe à 9 000 tr/min.
La puissance spécifique de 125 ch/l atteinte par ce moteur était, jusqu'à l'apparition de la Ferrari 458 Italia, le record absolu pour un moteur atmosphérique sur une voiture de série, il reste tout de même le meilleur 4 cylindres atmosphérique au monde?.
Le moteur de la S2000 obtient le titre de meilleur moteur du monde pendant 4 années consécutives : 2000, 2001, 2002 et 2003.
Fin 2004, Honda a développé, pour le marché nord américain, une nouvelle version du moteur, le F22C1. La cylindrée a été portée à 2,2 litres et la zone rouge est ramenée à 8 000 tr/min. Si la puissance est quasi identique (240 ch), le couple augmente et passe de 208 à 220 N m, ce qui était la principale raison d'être de ce moteur. Ce sont les versions AP2 du S2000 qui en sont équipées.
JDM F20C (S2000 AP1)
- Type : 4 temps, refroidi par eau
- Nombre de cylindres : 4
- Cylindrée : 1 997 cm³
- Nombre de soupapes : 16
- Distribution : Vtec
- Alésage x Course : 87 × 84mm
- Taux de compression : 11:1 (Japon: 11,7:1)
- Puissance : 240 ch à 8 300 tr/min (Japon : 250 ch à 8 600 tr/min)
- Puissance au litre : 120 ch/l (Japon : 125 ch/l)
- Couple : 21,2 mkg à 7 500 tr/min (Japon : 22,2 mkg à 7 500 tr/min)
- Régime maximum : 9 000 tr/min
- Déclenchement Vtec 6 100 tr/min (si WOT)

JDM F22C1 (S2000 AP2)
- Type : 4 temps, refroidi par eau
- Nombre de cylindres : 4
- Cylindrée : 2 157 cm³
- Nombre de soupapes : 16
- Distribution : Vtec
- Alésage x Course : 87 × 90,7mm
- Taux de compression : 11,1:1
- Puissance : 242 ch à 7 800 tr/min
- Puissance au litre : 121 ch/l
- Couple : 22,5 mkg à 6 800 tr/min
- Régime maximum : 8 000 tr/min